# ایوانوفو
شهر ایوانوفو (به روسی: Иваново) در کشور روسیه و در اوبلاست ایوانوف واقع شده‌است.

## نگارخانه

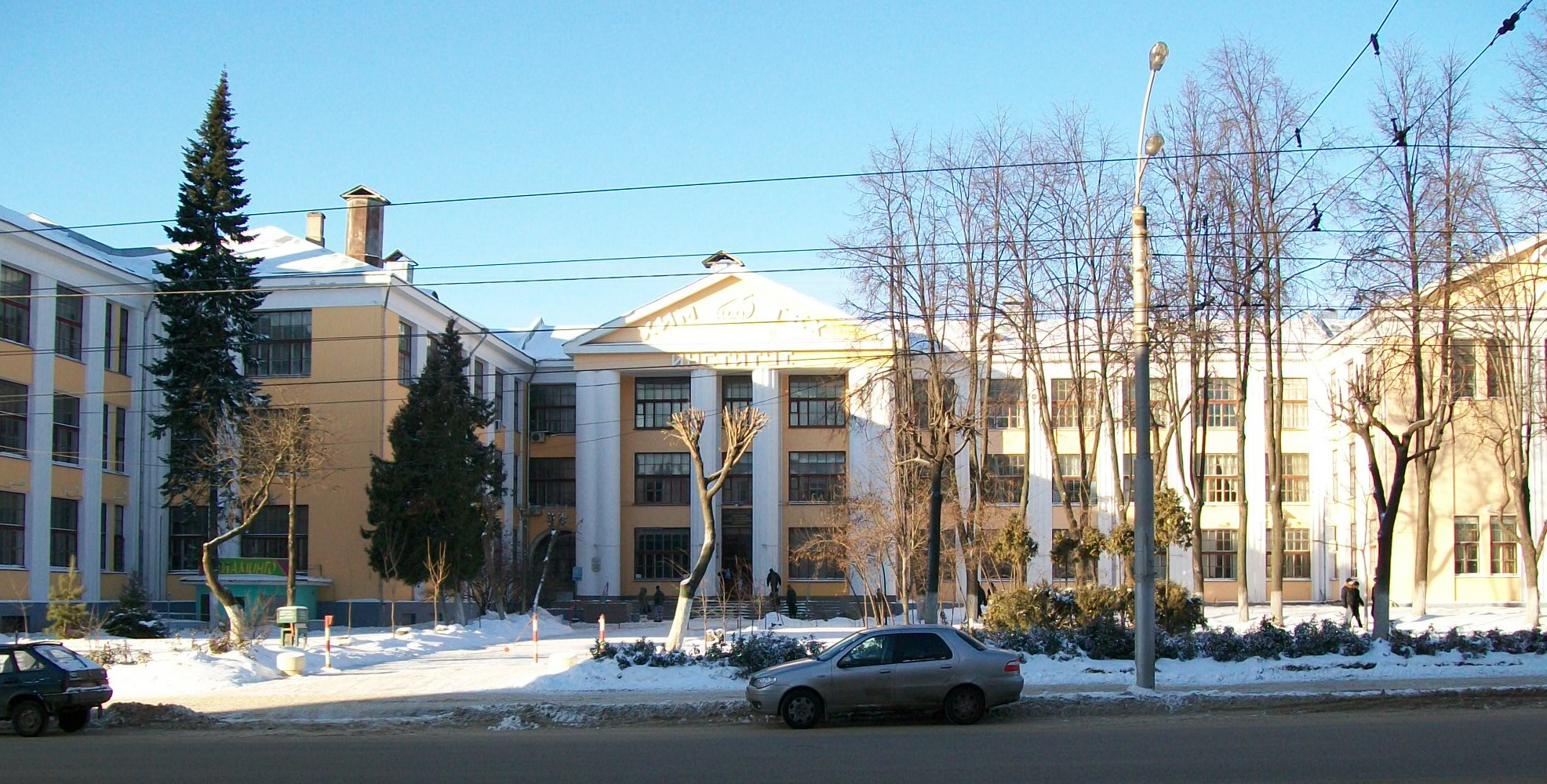
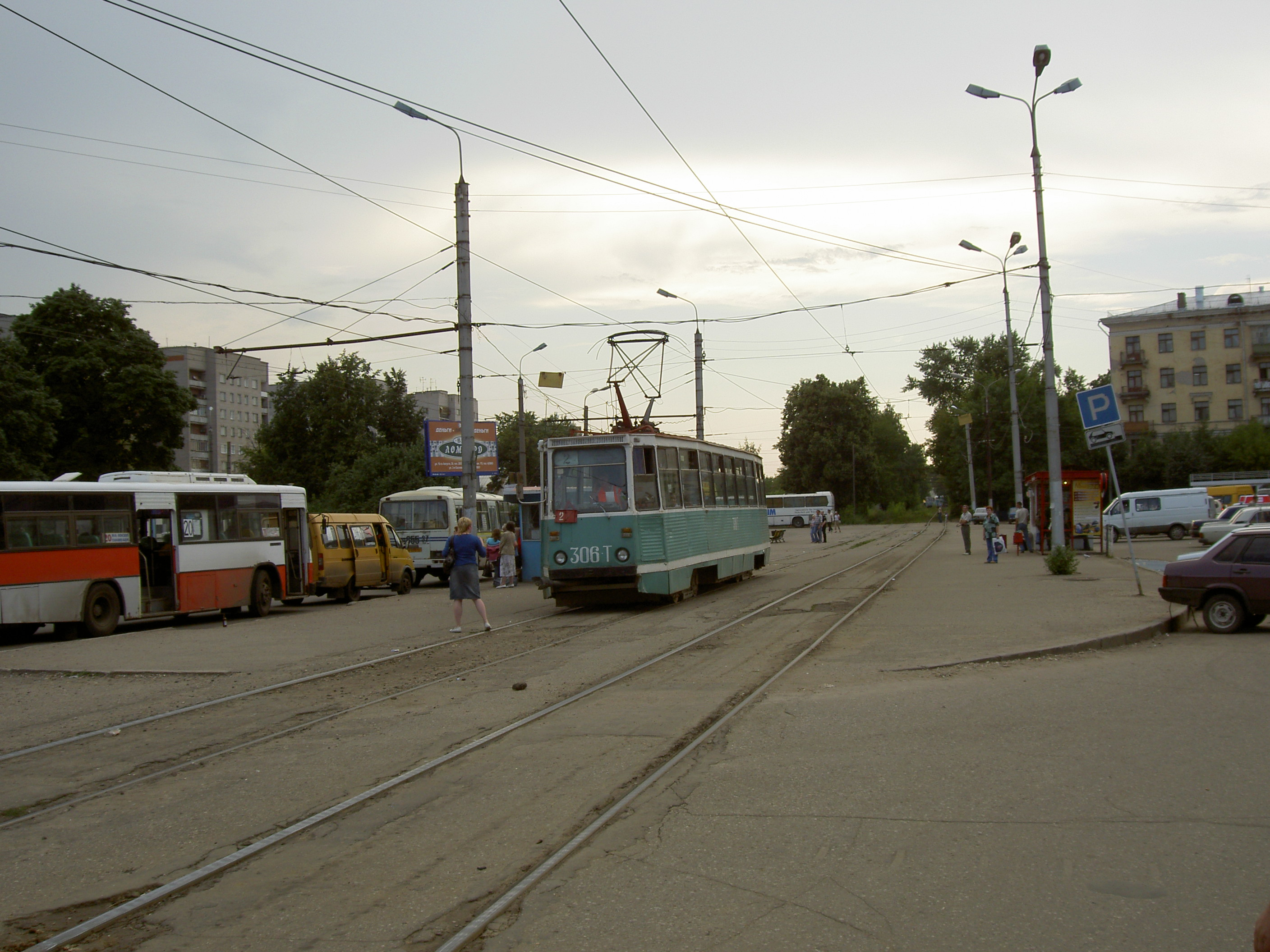
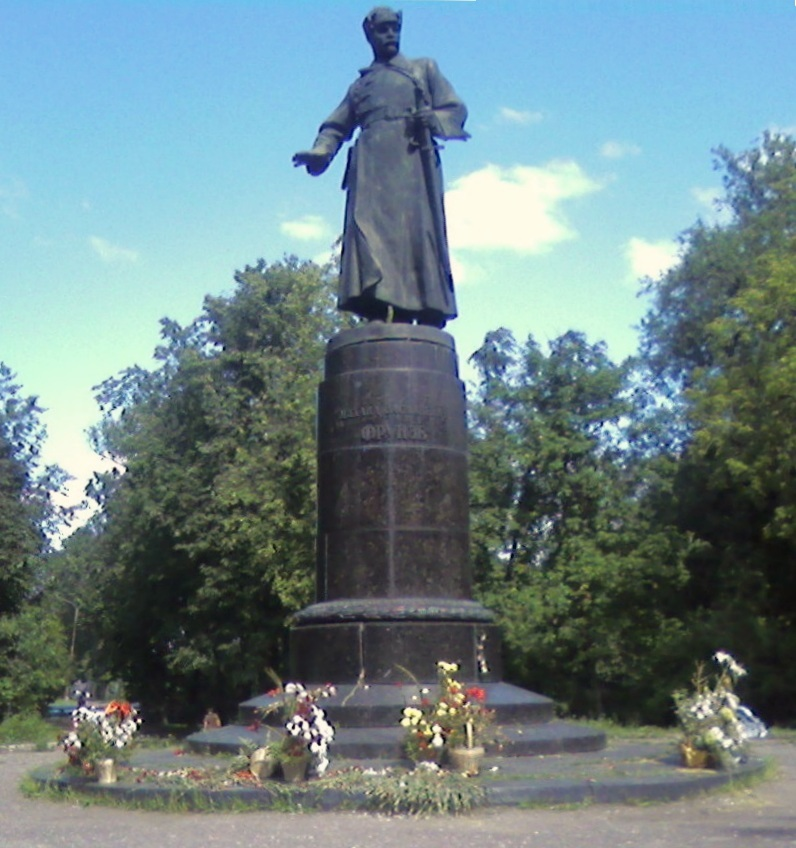
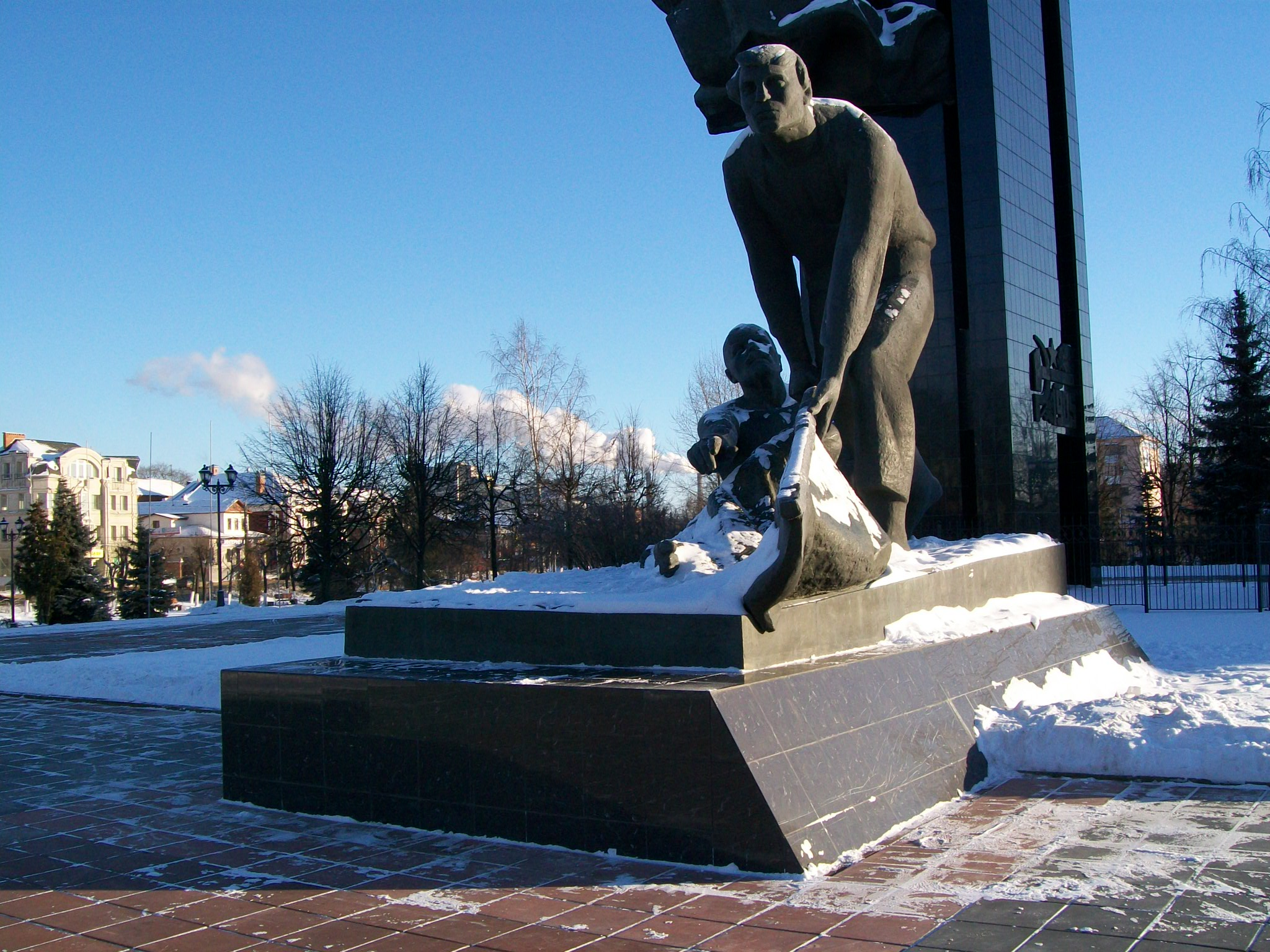